# Blizanów (gmina)
Blizanów (do 1954 gmina Brudzew + gmina Pamięcin) – gmina wiejska w województwie wielkopolskim, w powiecie kaliskim. W latach 1975–1998 gmina położona była w województwie kaliskim.
Siedziba gminy to Blizanów.
Według danych z 31 grudnia 2024 gminę zamieszkiwało 10 058 osób.

## Struktura powierzchni
W 2005 obszar gminy Blizanów wynosił 157,82 km² (ob. 157,51 km²), w tym:
- użytki rolne: 106,2 km²:
  - grunty orne: 96,24 km²,
  - sady: 0,34 km²,
  - łąki: 6,76 km²,
  - pastwiska: 2,86 km²,
- lasy: 39,34 km²,
- pozostałe grunty (w tym nieużytki): 12,28 km².

## Demografia

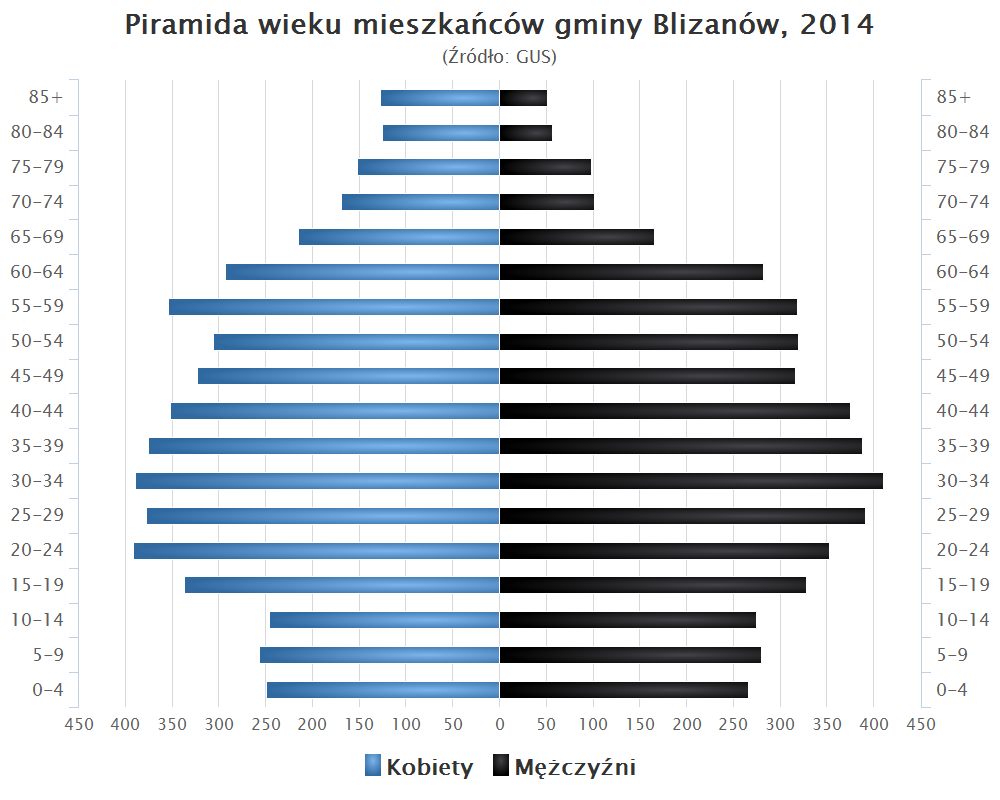
Piramida wieku mieszkańców gminy Blizanów w 2014 roku

Dane z 31 grudnia 2024:
| Opis                              | Ogółem | Ogółem | Kobiety | Kobiety | Mężczyźni | Mężczyźni |
| --------------------------------- | ------ | ------ | ------- | ------- | --------- | --------- |
| jednostka                         | osób   | %      | osób    | %       | osób      | %         |
| populacja                         | 10 058 | 100    | 5161    | 51,3    | 4897      | 48,7      |
| gęstość zaludnienia (mieszk./km²) | 63,9   | 63,9   | 32,8    | 32,8    | 31,1      | 31,1      |

## Sołectwa
Biskupice, Blizanów, Blizanów Drugi, Blizanówek, Bogucice, Brudzew, Czajków, Dębniałki, Dębniałki Kaliskie, Dojutrów, Godziątków, Janków Drugi, Janków Pierwszy, Janków Trzeci, Jarantów, Jarantów-Kolonia, Jastrzębniki, Korab, Kurza, Lipe, Lipe Trzecie, Łaszków, Pamięcin, Pawłówek, Piotrów, Piskory, Poklęków, Pruszków, Romanki, Rychnów, Rychnów-Kolonia, Skrajnia, Skrajnia Blizanowska, Szadek, Warszówka, Wyganki, Zagorzyn, Żegocin, Żerniki.

## Miejscowości niesołeckie
Grodzisk, Rosocha.

## Sąsiednie gminy
Chocz, Gołuchów, Grodziec, Kalisz, Pleszew, Stawiszyn, Żelazków